# James Hillman

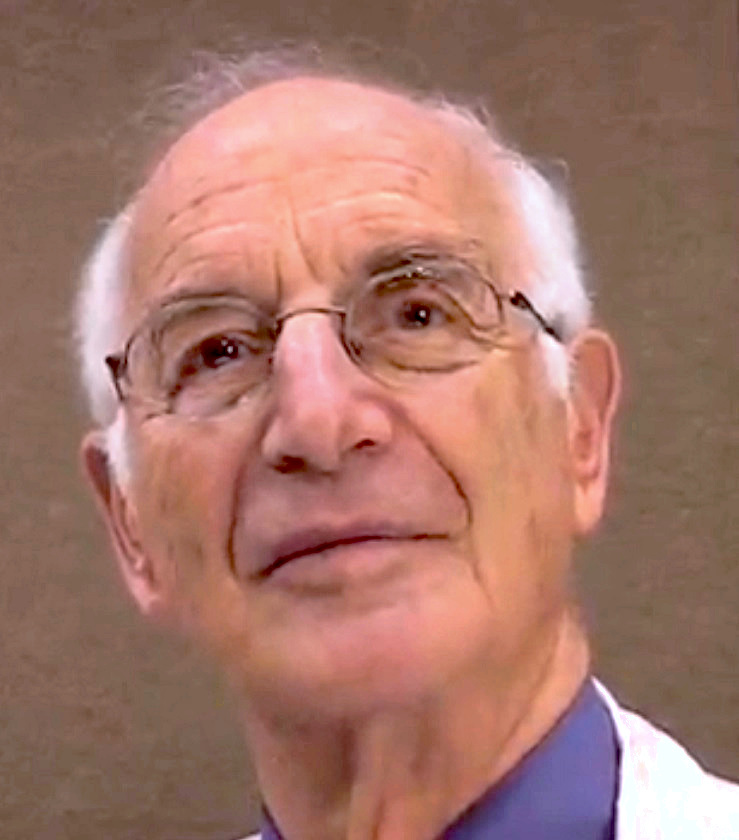
James Hillman, 2004

James Hillman (* 12. April 1926 in Atlantic City, New Jersey; † 27. Oktober 2011 in Thompson, Connecticut) war ein US-amerikanischer Psychologe und Autor zahlreicher Bücher über Themen der Tiefenpsychologie.

## Leben
Hillman kam 1946 als Angehöriger der United States Army nach Frankfurt am Main, wo er im Dienst der US-Besatzungsmacht als News-Redakteur eingesetzt wurde. Er studierte dann zunächst an der Pariser Sorbonne und am Trinity College Dublin, bis er für ein Jahr nach Indien zog.
Ab 1953 setzte er sein Studium an der Universität Zürich fort, wo er 1959 promovierte. Gleichzeitig absolvierte er die psychoanalytische Ausbildung am C. G. Jung-Institut, wo er dann bis 1969 als erster Studiendirektor arbeitete. Ab 1966 war er als Referent auch an den jährlichen Eranos-Tagungen. 1970 wurde er Herausgeber der Spring Publications, einer Schriftenreihe für Analytische Psychologie, sowie der Fachzeitschrift Spring.
1978 zog Hillman wieder in die USA zurück: in Dallas gründete er 1980 das Dallas Institute for Humanities and Culture. Er lebte als freier Schriftsteller in Connecticut.

## Werke (Auswahl)

### Einzelausgaben
- Suicide and the Soul, 1964
  - Selbstmord und seelische Wandlung. Eine Auseinandersetzung. Rascher, Zürich 1966; 4. A. Daimon, Zürich 2002, ISBN 3-85630-596-3
- Insearch: Psychology and Religion, 1967; 2nd rev. ed. 1995
  - Die Begegnung mit sich selbst. Psychologie und Religion. Klett (Versuche 15), Stuttgart 1969
    - Neuausgabe als: Die Suche nach Innen. Daimon, Zürich 1994, ISBN 3-85630-008-2
- Pan and the Nightmare, 1972; new rev. ed. 2000
  - Pan und die natürliche Angst. Über die Notwendigkeit der Alpträume für die Seele. Schweizer Spiegel, Zürich 1981; 2. A. IKM, Zürich 1995, ISBN 3-7270-1209-9
- Loose Ends: Primary Papers in Archetypal Psychology, 1975
- Re-Visioning Psychology, 1975
- The Dream and the Underworld, 1979
  - Am Anfang war das Bild. Unsere Träume – Brücke der Seele zu den Mythen. Kösel, München 1983
- The Myth of Analysis: Three Essays in Archetypal Psychology, 1983
- Inter Views (mit Laura Pozzo), 1983
- Healing Fiction, 1983
  - Die Heilung erfinden. Eine psychotherapeutische Poetik. IKM, Zürich 1986, ISBN 3-7270-1218-8
- Anima: An Anatomy of a Personified Notion, 1985
- A Blue Fire: Selected Writings of James Hillman, hrsg. v. Thomas Moore, 1989
- The Thought of the Heart and the Soul of the World, 1992
- We’ve Had a Hundred Years of Psychotherapy - And the World’s Getting Worse, 1993
  - Hundert Jahre Psychotherapie – und der Welt geht’s immer schlechter (mit Michael Ventura). Walter, Olten 1993
- Kinds of Power: A Guide to its Intelligent Uses, 1995
- The Soul’s Code: On Character and Calling, 1997
  - Charakter und Bestimmung. Eine Entdeckungsreise zum individuellen Sinn des Lebens. Goldmann, München 1998
- The Force of Character and the Lasting Life, 1999
  - Vom Sinn des langen Lebens. Wir werden, was wir sind. Kösel, München 2000
- A Terrible Love of War, 2004
  - Die erschreckende Liebe zum Krieg. Kösel, München 2005, ISBN 3-466-34484-0

### Werkausgabe
- Archetypal Psychology. Uniform Edition, Volume 1. Spring Publications, 2004
- City and Soul. Uniform Edition, Volume 2. Spring Publications, 2006
- Senex and Puer. Uniform Edition, Volume 3. Spring Publications, 2006